# Bel Kutner
Isabel Kutner de Sousa, conhecida como Bel Kutner (Rio de Janeiro, 27 de maio de 1970), é uma atriz e diretora de teatro brasileira de ascendência judaica, além de diretora artística da "Fundação Cidade Das Artes".

## Biografia
A atriz nasceu no dia 27 de maio de 1970, no Rio de Janeiro. Filha dos atores Dina Sfat e Paulo José, e irmã da também atriz Ana Kutner e da diretora Clara Kutner. Seus avós maternos eram judeus, seu avô era natural de Varsóvia (Polônia), e sua avó havia nascido na cidade de Safed, então parte do Império Otomano.

## Carreira
A escolha da profissão foi fácil e precoce. Aos 13 anos, foi estudar teatro e aos 15 já tinha certeza que ia ser atriz. Começou na televisão na Rede Manchete, na novela Corpo Santo (1987), como Renata. Depois faz uma participação em Bebê a Bordo (1988), como a versão mais jovem de Laura, personagem interpretado por sua mãe, Dina Sfat. Logo, em dose dupla, faz a minissérie Meu Marido (1991), como Aline e a novela Vamp (1991), como Scarlet. Mais tarde, também em dose dupla, faz a minissérie Sex Appeal (1993), como Carla e a novela Olho no Olho (1993), como Júlia. Em 1996, transfere-se para a SBT, onde faz a novela Razão de Viver (1996), como Rosa.
Em 1997, volta à Rede Globo na novela Anjo Mau (1997), como Helena Ferraz, e em 1999, faz a minissérie Chiquinha Gonzaga (1999), como Maria Gonzaga do Amaral. Em seguida faz mais duas novelas de Antônio Calmon, Um Anjo Caiu do Céu (2001), como Lulu e Começar de Novo (2004), como Marilyn Monteiro, além da novela Desejos de Mulher (2002), como Carol. Viveu a caipora Flor na sexta temporada de Sitio do Picapau Amarelo (2006), logo depois, faz uma participação em Eterna Magia (2007), como Berta, e logo, faz A Favorita (2008), como Amélia Gurgel, fazendo par com Mário Gomes (Francisco).
Em 2010, Bel fez a novela Escrito nas Estrelas, como a doutora Virgínia e, em 2011, participou do remake de O Astro, como a secretária Sílvia, que tem um caso com um homem casado, Amin Hayalla (Tato Gabus Mendes).
Em 2012, Bel interpretou a submissa Marialva no remake da novela Gabriela. Em 2013, foi escalada para o elenco da novela Amor à Vida, interpretando a enfermeira Joana Rangel, que sofria por namorar Luciano (Lucas Romano) que era mais novo que ela.
Em 2015, Bel interpretou a professora Darlene em Verdades Secretas. Em 2018, após uma breve passagem pela RecordTV onde fez uma participação na terceira temporada da série Conselho Tutelar, Bel retorna às novelas da Rede Globo em O Outro Lado do Paraíso.

## Filmografia

### Televisão
| Ano  | Título                      | Personagem                             | Notas                                                 |
| ---- | --------------------------- | -------------------------------------- | ----------------------------------------------------- |
| 1987 | Corpo Santo                 | Renata Brynner                         |                                                       |
| 1988 | Bebê a Bordo                | Laura Guedes Nóbrega Petraglia (jovem) | Participação                                          |
| 1991 | Meu Marido                  | Gabriela Nogueira de Assis (Gabi)      |                                                       |
| 1991 | Vamp                        | Scarleth de Araújo Góes                |                                                       |
| 1992 | Você Decide                 | Eduarda                                | Episódio: "A Outra"                                   |
| 1993 | Sex Appeal                  | Carla                                  |                                                       |
| 1993 | Olho no Olho                | Júlia Grilo (Julinha)                  |                                                       |
| 1996 | Razão de Viver              | Rosa                                   |                                                       |
| 1997 | Anjo Mau                    | Helena Jordão Ferraz                   |                                                       |
| 1998 | Você Decide                 | —                                      | Episódio: "Síndrome"                                  |
| 1999 | Chiquinha Gonzaga           | Maria Gonzaga do Amaral                |                                                       |
| 1999 | Você Decide                 | —                                      | Episódio: "Trio em Lá Menor"                          |
| 2001 | Um Anjo Caiu do Céu         | Lulu Machado                           |                                                       |
| 2002 | Desejos de Mulher           | Carol                                  | Participação                                          |
| 2002 | Malhação                    | Sônia                                  | Temporada 9; Participação                             |
| 2004 | Começar de Novo             | Marilyn Monteiro / Rita                |                                                       |
| 2005 | Clara e o Chuveiro do Tempo | Mariana                                | Especial de fim de ano                                |
| 2006 | Sítio do Picapau Amarelo    | Flor                                   | Temporada 6                                           |
| 2007 | Eterna Magia                | Roberta Fontes (Bertha)                |                                                       |
| 2008 | A Favorita                  | Amélia Mendonça Gurgel (Amelinha)      |                                                       |
| 2009 | Xuxa Especial de Natal      | Estrela de Belém                       | Especial de fim de ano                                |
| 2010 | Escrito nas Estrelas        | Dr.ª Virgínia                          |                                                       |
| 2011 | Batendo Ponto               | Vera de Magalhães (Verinha)            | Episódio: "Como Não Sair do Armário"                  |
| 2011 | O Astro                     | Sílvia Stein                           |                                                       |
| 2012 | Gabriela                    | Marialva de Tavares                    |                                                       |
| 2013 | Amor à Vida                 | Enf.ª Joana Rangel                     |                                                       |
| 2014 | Geração Brasil              | Dr.ª Karine                            | Participação                                          |
| 2015 | As Canalhas                 | Maria da Silva                         | Episódio: "Maria"                                     |
| 2015 | Verdades Secretas           | Darlene                                | Temporada 1                                           |
| 2017 | Perrengue                   | Sandra Assis                           |                                                       |
| 2018 | Conselho Tutelar            | Angélica                               | Temporada 3; Participação                             |
| 2018 | O Outro Lado do Paraíso     | Diva Santos                            | Episódios: "22 de março–2 de abril"                   |
| 2019 | Verão 90                    | Celestine Dubois                       | Episódios: "1–6 de fevereiro" Episódio: "18 de julho" |
| 2021 | Nos Tempos do Imperador     | Celestina Sorrento                     |                                                       |
| 2022 | Travessia                   | Lídia                                  |                                                       |

### Cinema
| Ano  | Título                                      | Personagem               | Notas          |
| ---- | ------------------------------------------- | ------------------------ | -------------- |
| 1993 | O Coringa                                   | —                        | curta-metragem |
| 1995 | Carlota Joaquina, Princesa do Brazil        | Francisca                |                |
| 1998 | Histórias de Avá - o Povo Invisível         | Narradora                | Documentário   |
| 2000 | Machado de Assis, Alma Curiosa de Perfeição | Ela Mesma                | Documentário   |
| 2003 | A Espera                                    | —                        | curta-metragem |
| 2006 | Gatão de Meia Idade                         | Martinha                 |                |
| 2009 | Nesta Data Querida                          | Flávia                   | curta-metragem |
| 2012 | Reis e Ratos                                | Dulce, Diretora da Rádio |                |
| 2017 | Todos os Paulos do Mundo                    | Ela mesma                | Documentário   |
| 2021 | Amarração do Amor                           | Sara Goldenberg          |                |

## Teatro
como diretora
| Ano  | Título                       | Nota                    |
| ---- | ---------------------------- | ----------------------- |
| 2007 | O Conto da Ilha Desconhecida | de José Saramago        |
| 2012 | "A Maratona de Nova York"    | de "Edorado Eba"        |
| 2018 | "Missão Super Secreta"       | de "Thereza Falcão"     |
| 2019 | "LYGIA."                     | de "Maria Clara Mattos" |

## Prêmios e indicações
| Ano  | Associações                  | Categoria                           | Nomeações           | Resultado |
| ---- | ---------------------------- | ----------------------------------- | ------------------- | --------- |
| 2001 | Prêmio Qualidade Brasil - RJ | Televisão: Melhor Atriz Coadjuvante | Um Anjo Caiu do Céu | Indicado  |